# Greystoke - La leggenda di Tarzan, il signore delle scimmie
Greystoke - La leggenda di Tarzan, il signore delle scimmie (Greystoke: The Legend of Tarzan, Lord of the Apes) è un film del 1984 diretto da Hugh Hudson tratto dal romanzo Tarzan delle Scimmie di Edgar Rice Burroughs.

## Trama
Lord e Lady Clayton, una coppia di aristocratici scozzesi, scompaiono in Africa durante un naufragio dopo che la donna ha partorito un bambino. Il neonato viene allevato da un branco di scimmie, dopo che la madre muore di malaria e il padre perde la vita durante la colluttazione con una scimmia, e sopravvive alle insidie della foresta e all'assalto dei cannibali, diventando il capo della comunità.
Ritrovato dall'esploratore belga Philippe D'Arnot, il giovane John Clayton viene riportato in patria, ma adattarsi alla nuova vita sarà impossibile, a causa delle costrizioni imposte dalla società vittoriana, nonostante l'affetto dell'anziano nonno e dell'affascinante Jane, per cui il giovane scoprirà il sentimento dell'amore.
Dopo la morte del nonno ed aver assistito, durante una visita ad un museo, all'uccisione dello scimpanzé che gli aveva fatto da padre, John continua a sentirsi diviso tra la sua eredità umana e la sua vita nella giungla, lottando per trovare il suo posto nel mondo. Alla fine, decide di tornare nella giungla, abbandonando la civiltà per vivere secondo la sua vera natura. A riportarlo in Africa saranno D'Arnoux e la stessa Jane, con la promessa che, un giorno, i due si reincontreranno.

## Produzione
Il film segna l'esordio sul grande schermo di Andie MacDowell,  doppiata nella versione originale della pellicola da Glenn Close "per mascherarne il troppo spiccato accento sudista", inadatto al personaggio della giovane aristocratica inglese che doveva interpretare. 

## Premi
- Premi BAFTA 1985: miglior trucco
- New York Film Critics Circle Awards 1984: miglior attore non protagonista (Ralph Richardson)

## Differenze dal romanzo
Nonostante sia ispirato al romanzo di Edgar Rice Burroughs, la parola "Tarzan" non viene mai pronunciata nel film. Solo la madre adottiva, in punto di morte, emette dei suoni che ne ricordano il nome.
Nel libro, Tarzan incontra per la prima volta e salva Jane nella giungla, per poi innamorarsene. Alla fine del romanzo, Jane e Tarzan si separano solo temporaneamente.